# Pelasgus marathonicus
Pelasgus marathonicus – gatunek słodkowodnej ryby z rodziny karpiowatych (Cyprinidae).

## Występowanie
Małe zbiorniki wodne w Grecji. Żyje w stadach, blisko powierzchni wody.

## Opis
Osiąga do 6,5 cm długości standardowej.

## Odżywianie
Skorupiaki planktonowe, larwy owadów oraz owady zbierane z powierzchni wody.